# فرودگاه بین‌المللی شیراک
فرودگاه شیراک (ارمنی: Շիրակ Միջազգային Oդանավակայան) (یاتا: LWN، ایکائو: UDSG) یک فرودگاه همگانی با کد یاتا LWN است که یک باند فرود آسفالت دارد و طول باند آن ۳۲۲۰ متر است. فرودگاه گیومری در ارتفاع ۱۵۲۴ متری از سطح دریا واقع شده‌است.
این فرودگاه در شهر گیومری کشور ارمنستان قرار دارد

## نگارخانه

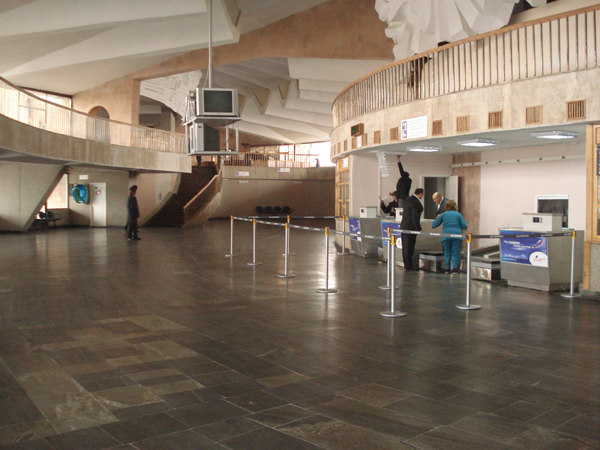

## خطوط هوایی و مقصدها
| شرکت‌های هواپیمایی | مقصدهای پروازی |
| ----------------- | -------------- |
| اورال ارلاینز     | مسکو-دوموده‌دوو |

## شرکت‌های هواپیمایی و مقصدهای پروازی
| شرکت‌های هواپیمایی | مقصدهای پروازی                                      |
| ----------------- | --------------------------------------------------- |
| تارون آویا        | دوموده‌دوو ,پاشکوفسکی، کورومچ، روستوف-نا-دونو        |
| اورال ایرلاینز    | پاشکوفسکی, روستوف-نا-دونو، مینرالنیه وودی، ولگاگراد |
| پابیدا            | ونوکووا                                             |